# Discipline (album de King Crimson)
Pour les articles homonymes, voir Discipline.
Albums de King Crimson
USA
(1975) Beat
(1982)
Discipline est le huitième album studio du groupe King Crimson sorti en 1981.
Il marque la renaissance du groupe après une pause de sept ans, durant laquelle Robert Fripp travailla avec divers artistes, comme Peter Gabriel dont il a produit le deuxième album solo, Daryl Hall en produisant son premier album solo Sacred Songs, Brian Eno avec lequel il a réalisé deux albums en duo No Pussyfooting et Evening Star ou David Bowie sur Heroes entre autres. Au début de l'année 1981, Fripp entra en contact avec Bill Bruford (rescapé de la précédente incarnation de King Crimson), Tony Levin (qui a collaboré avec Peter Gabriel, entre autres) et Adrian Belew (qui a joué avec Frank Zappa et les Talking Heads) afin de former un nouveau groupe, appelé Discipline. Ils reprirent finalement le nom de King Crimson pour l'enregistrement de l'album, dont le son est fortement orienté new wave.
Sa pochette représente une figure circulaire d'entrelacs celtiques, couleur argent sur fond rouge. La version originale de l'album utilisait un motif dérivé d'un entrelacs paru dans le livre de George Bain Celtic Art, the Methods of Construction (1951). Il n'a pas été repris pour la pochette de la version remasterisée, de Discipline, sortie en 2001, afin d'éviter d'éventuelles querelles juridiques. À la place, la version remasterisée utilise un motif différent, conçu par Steve Ball en 1992 pour servir de logo à Discipline Global Mobile, le label de Robert Fripp.

## Musique
7 ans après Red,  le groupe revient avec une formation totalement nouvelle. Le groupe de cet album en 1974 était alors un trio formé par Fripp, Bruford et John Wetton. Le groupe devient en 1981 un quatuor avec toujours Fripp et Bruford, mais avec Tony Levin qui remplace John Wetton à la basse, et Adrian Belew qui assure le chant ainsi que  la guitare. Ces deux nouveaux éléments changent radicalement la musique du groupe. Le jeu de basse de Levin est très particulier à cause de l'utilisation du Chapman Stick. Les lignes de basse sont chaloupées, aériennes et parfois funk. Celles de Wetton étaient beaucoup plus rock et directes. Quant à Adrian Belew, il apporte une dimension "américaine" dans la musique du groupe. Ayant travaillé avec les Talking Heads, il apporte une touche new wave, et un chant maniéré peu habituel chez le groupe.

## Analyse des chansons
Elephant Talk : Cette première chanson est très déjantée et humoristique. Des barrissements d'éléphants joués à la guitare, au chant déclamé et grotesque de Belew, en passant par le stick de Levin, tout est très loufoque dans ce morceau. L'avoir placé en ouverture est très risqué. Elephant Talk est peut-être la chanson la plus éloignée du King Crimson des années 1970. Les fans étaient donc perdus dès la première écoute.
Frame By Frame : La pièce alterne deux parties : une partie rock et rapide en 4/4, et une partie plus calme et lente en 7/4. Dans la partie rock, les deux guitares de Fripp et Belew se complètent parfaitement. Pendant que Fripp joue des arpèges de guitare très rapide, Belew joue des accords "déformés" au vibrato. Lors de la partie calme, les deux guitares jouent ensemble un riff en 7/4, sauf que Fripp enlève une croche du riff, pour se décaler de la guitare de Belew en passant en 13/8.
Matte Kudasai : Chanson la plus pop de l'album, Matte Kudasai est une ballade très atmosphérique où la guitare planante et le chant de Belew sont prédominants. Le titre signifie "S'il te plaît, attends moi" en japonais. En Corée, le gouvernement et les disquaires refusèrent de distribuer un album avec un titre en japonais. Le groupe mit donc la traduction anglaise sur les pressages coréens.
Indiscipline : C'est la pièce la plus proche du King Crimson des années 1970. Les accords dissonants de guitare s'entremêlent avec la batterie furieuse de Bruford. Ils ne s'arrêtent que pour laisser place à un monologue de Belew inspiré par une lettre que sa femme de l'époque, Margaret, lui avait écrite concernant une toile que cette dernière avait réalisée.
Thela Hun Ginjeet : Chanson très rock voire funk, avec une ligne de basse mémorable. Le morceau a une ambiance très urbaine, comme le montre son titre, qui est une anagramme de Heat In The Jungle.
The Sheltering Sky : C'est une pièce instrumentale et la plus longue de l'album. Elle est très atmosphérique et planante. Les éléments prédominants sont les percussions de Bruford, la basse de Levin et la guitare répétitive de Belew. Les solos de guitare synthétiseur de Fripp perturbent ce calme ambiant.
Discipline : C'est l'autre pièce instrumentale de l'album, principalement en 5/4, basée sur l'harmonie entre les jeux de guitares de Fripp et Belew.

## Titres
Tous les morceaux sont d'Adrian Belew, Bill Bruford, Robert Fripp et Tony Levin.
1. Elephant Talk – 4:43
2. Frame by Frame – 5:09
3. Matte Kudasai – 3:47
4. Indiscipline – 4:33
5. Thela Hun Ginjeet – 6:26
6. The Sheltering Sky – 8:22 (instrumental)
7. Discipline – 5:13 (instrumental)

## Musiciens
- Robert Fripp : guitare électrique, guitare synthétiseur
- Adrian Belew : guitare électrique, guitare synthétiseur, chant
- Tony Levin : basse, Chapman stick, chœurs
- Bill Bruford : batterie, percussions, Tambour à fentes (slit drum) sur The Sheltering Sky